# Karel, grof Valoijski
Karel Valoijski (francosko Charles de Valois) je bil četrti sin francoskega kralja Filipa III. in Izabele Aragonske in ustanovitelj dinastije Valois, ki je vladala od leta 1328 do 1589, * 12. marec 1270,  † 16. december 1325, Nogent-le-Roi.
Karel je vladal več kneževinam. V apanaži je imel grofije Valois, Alençon (1285) in Perche. S poroko s svojo prvo ženo, Margareto, je priženil grofiji Anjou in Maine. Po poroki s svojo drugo ženo, latinsko cesarico Katarino I. Courtenaysko, je bil od leta 1301 do 1307 naslovni cesar Latinskega cesarstva, čeprav je vladal iz izgnanstva in imel oblast samo nad križarskimi državami v Grčiji.
Kot vnuk francoskega kralja Ludvika IX. je bil Karel Valoijski sin, brat, svak in zet kraljev ali kraljic Francije, Navarre, Anglije in Neaplja. 

## Življenje
Karel Valoiški je že od zgodnjih let sanjal o več in vse življenje poskušal dobiti  krono, ki je ni nikoli dobil. Leta 1284 ga je kot sina Izabele Aragonske papež Martin IV. priznal za aragonskega kralja kot vazala Svetega sedeža  in protikralja Petra III. Aragonskega, ki je po osvojitvi Sicilije postal sovražnik papeštva. Da bi okrepil svoj položaj na Siciliji, ki ga je podpiral papež, se je Karel poročil z Margareto, hčerko neapeljskega kralja. V aragonski križarski vojni, ki jo je začel njegov oče, kralj Filip III. proti nasvetom svojega starejšega brata Filipa Lepega, je Karel verjel, da bo pridobil kraljestvo, vendar ni dobil nič drugega kot posmeh, da je bil leta 1285 "okronan s kardinalskim klobukom", in dobil vzdevek "kralj s kapo". Ob tej priložnosti je od očeta dobil kraljevi pečat, ki si ga ni upal uporabiti in se je odpovedal naslovu.
Bil je dober vojskovodja in je leta 1297 učinkovito poveljeval v Flandriji. Njegov starejši brat, francoski kralj Filip IV., je zato sklepal, da bi Karel lahko izvedel ekspedicijo v Italiji proti sicilskemu kralju Frideriku III. Avantura se je končala s sklenitvijo  Caltabellottskega sporazuma.
Karel, ki je hkrati sanjal tudi o cesarski kroni, se je leta 1301 drugič poročil s Katarino I. Courtenaysko, naslovno cesarica Latinskega cesarstva. Za poroko je potreboval  privolitev papeža Bonifacija VIII., ki jo je po prihodu v Italijo tudi dobil. 
V Italiji je bil imenovan za papeškega vikarja in se izgubil v zapletenosti italijanske politike, bil ogrožen v pokolu v Firencah in v umazanih finančnih poslih pridobil Sicilijo, kjer si je utrdil sloves roparja. V letih 1301–1302 je bil diskreditiean in prisiljen vrniti se v Francijo.
Po vrnitvi je po umoru nemškega kralja Alberta I. leta 1308 poskušal pridobiti nemško. Brat Filip IV. je verjetno sklepal, da bi bila francoska marioneta na nemškem prestolu za Francijo dobra naložba, in ga je spodbujal. Kandidatura se je končala z izvolitvijo Henrika VII. Luksemburškega, saj volivci niso želeli, da bi Francija postala še močnejša. Karel je zatem še naprej sanjal o konstantinopelski  kroni Courtenayjev.
Leta 1311 je vodil kraljevo delegacijo na konferencah s Flamci v Tournaiju. Tam se je sprl z bratovim komornikom Enguerrandom de Marignyjem, ki mu je odkrito kljuboval. Karel žalitve ni oprostil in se Marignyju maščeval po smrti svojega brata Filipa IV.
Leta 1314 je vztrajno nasprotoval mučenju Jacquesa de Molaya, velikega mojstra vitezov templjarjev.
Prezgodnja smrt Karlovega nečaka, francoskega kralja Ludvika X. leta 1316, je dala Karlu upanje na novo politično vlogo. Med čakanjem na rojstvo posmrtnega sina Ludvika X. ni mogel preprečiti, da bi regentstvo prevzel njegov nečak Filip Visoki. Novorojeni prestolonaslednik Ivan X. je nekaj dni po rojstvu umrl. Prestol je zasedel Filip kot Filip V. Francoski. Karel je temu sprva nasprotoval, potem pa je Filipa podprl, verjetno zato, ker bi Filipov precedens lahko njega in njegovo rodbino približal prestolu.
Leta 1324 je Karel uspešno poveljeval vojski svojega nečaka, francoskega kralja Karla IV., ki je leta 1322 nasledil svojega starejšega brata Filipa V. Zavzel je Guyenne in Flandrijo, ka sta bili v posesti angleškega kralja Edvarda II. Z zavzetjem več mest je prispeval k pospešitvi sklenitve miru med francoskim kraljem in njegovo sestro Izabelo, soprogo angleškega kralja Edvarda II. 

## Smrt
Grof Karel Valoijski je umrl 16. decembra  1325 v Nogent-le-Roiju. Zapustil je sina, ki je kasneje zavladal kot Filip VI. Francoski in začel valoijsko vejo francoskih kraljev. Pokopan je bil v zdaj porušeni cerkvi samostana jakobincev v Parizu. Njegov kip je v baziliki Saint Denise v Parizu.

## Zakonske zveze in otroci
Karel je bil poročen triktat.
Z Margareto, grofico Anjouja in Maine, hčerko kralja Karla II. Neapeljskega, se je poročil avgusta 1290. Z njo je imel šest otrok:
- Izabelo (1292 – 1309), poročeno s kasnejšim vojvodom Ivanom II. Bretanskim[8]
- Filipa VI. Francoskega (1293 – 22. avgust 1350), prvega kralja iz Valoijske dinastije[8]
- Ivano (1294-1352), grofico Hainauta[8]
- Margareto (1295 – julij 1342), poročeno z Guyem I. Bloijskim[8]
- Karla II., grofa Alençona (1297 – 26. avgust 1346 v bitki pri Crécyju[8]
- Katarino (1299 – umrla mlada)

Leta 1302 se je poročil s Katarino I. Courtenaysko, naslovno cesarico konstantinepelskega Latinskega cesarstva. Z njo je Imel: 
- Ivana  (1302 – 1308), grofa Chartresa
- Katarino II. (1303 – oktober 1346), princeso Ahaje in naslednico naslova konstantinopelske cesarice,[10] poročeno s Filipom I. Tarantskim[11]
- Ivano (1304-1363), grofico Beaumont-le-Rogerja
- Izabelo (1305 – 11. november 1349), opatinjo samostana Fontevrault

Leta 1308 se je poročil z Mahaut Châtillonsko, s katero je imel:
- Marijo (1309 – 28. oktober 1332), vojvodinjo Kalabrije
- Izabelo, vojvodinjo Bourbonsko (1313 – 26. julij 1383)[13]
- Blanche (1317 – 1348), po poroki s Karlom IV. Nemškim kraljico Nemčije in Češke[8]
- Ludvika  (1318 – 2. november 1328), grofa Chartresa in gospoda Châteauneuf-en-Thymeraisa[14]